# ラ・ヴィヴァンディエール
『ラ・ヴィヴァンディエール』 （仏: La Vivandière） は、1844年に英国で初演された全1幕のバレエ作品である。ヴィヴァンディエールとは女性酒保商人のことで、「酒保の娘」「従軍商隊の女」の意。

## 概要
台本と振付は『コッペリア』（1870年）などで知られるアルテュール・サン=レオン、音楽はチェーザレ・プーニが担当した。
初演は1844年5月23日にロンドンのハー・マジェスティーズ劇場で行われた。ヒロイン役のカーチ（Kathi）はファニー・チェッリート、その恋人役ハンス（Hans）はサン＝レオン自身が踊った。
サン＝レオンはボヘミア地方の民族舞踊レイドヴァーク（Rejdovak）を取り入れ、作品を成功に導いた。

## 再演
- 1848年 - パリ・オペラ座でサン＝レオンによる再演[3]。
- 1855年 - ロシア帝室バレエ団でジュール・ペローが再演。カーチはマリア・プティパ[4]、ハンスはペロー自身が踊った。
- 1881年 - 題名をロシア語で『マルキタンカ』（"Маркитантка"、意味は原題と同じ） としてマリウス・プティパが改訂振付して再演[3]。

## あらすじ
舞台はハンガリーのある村。
酒保を辞めて故郷であるこの村に帰ってきたカーチ。カーチと彼女の恋人ハンスに、美しいカーチに言い寄る金持ちの老人二人が絡んでくる。

## パ・ド・シス
サン＝レオンは1852年に出版した自著 "La Sténochorégraphie" の中で、この作品に含まれる「パ・ド・シス」（6人のパ）の振付を独自のダンス記録法で残した。この原振付はダンス記録法の専門家アン・ハッチンソン＝ゲスト（1918年 - ）によって再現され、1977年に米国のジョフリー・バレエが上演した。
一方ロマンティック・バレエの復元を得意とするピエール・ラコットは1976年にパリのオペラ＝コミック座でパ・ド・シスを独自に復元しており、これは1979年にキーロフ・バレエ団のレパートリーにも加えられた。

## 文献
- Chapman, John, "La Vivandière", International Dictionary of Ballet, vol.2, pp.1504-1505, ISBN 1-55862-158-X
- 薄井憲二「バレエ千一夜」（新書館、1993年）
- 小倉重夫編「バレエ音楽百科」（音楽之友社、1997年）